# Brevipalpus desmodium
Brevipalpus desmodium är en spindeldjursart som beskrevs av Baker och James P. Tuttle 1987. Brevipalpus desmodium ingår i släktet Brevipalpus och familjen Tenuipalpidae. Inga underarter finns listade.